# Міністерство транспорту та інфраструктури (Албанія)
Міністерство транспорту та інфраструктури Албанії (алб. Ministria e Transportit dhe Infrastrukturës) — департамент уряду Албанії, відповідальний за транспорт, інфраструктуру, технічні стандарти, водопостачання, санітарію та поводження з міськими відходами.

## Історія
З моменту створення установи Міністерство транспорту було реорганізовано шляхом приєднання до інших відомств або об'єднання з іншими міністерствами, завдяки чому його назва змінювалася кілька разів. Цей список відображає зміни, внесені з 1992 року:
- Міністерство транспорту та зв'язку з 1992 року до 1994 року
- Міністерство промисловості, транспорту та торгівлі з 1994 року по 1997 рік
- Міністерство громадських робіт і транспорту з 1997 року по 1999 рік
- Міністерство транспорту з 1999 року по 2002 рік
- Міністерство транспорту та зв'язку з 2002 року по 2005 рік
- Міністерство громадських робіт, транспорту та зв'язку з 2005 року по 2013 рік
- Міністерство транспорту та інфраструктури з 2013 року по 2017 рік

Міністерство транспорту було розпущено у вересні 2017 року. Департамент транспорту було об'єднано з Міністерством інфраструктури та енергетики, яке виконує всі функції, що були до 2017 року.

## Структура

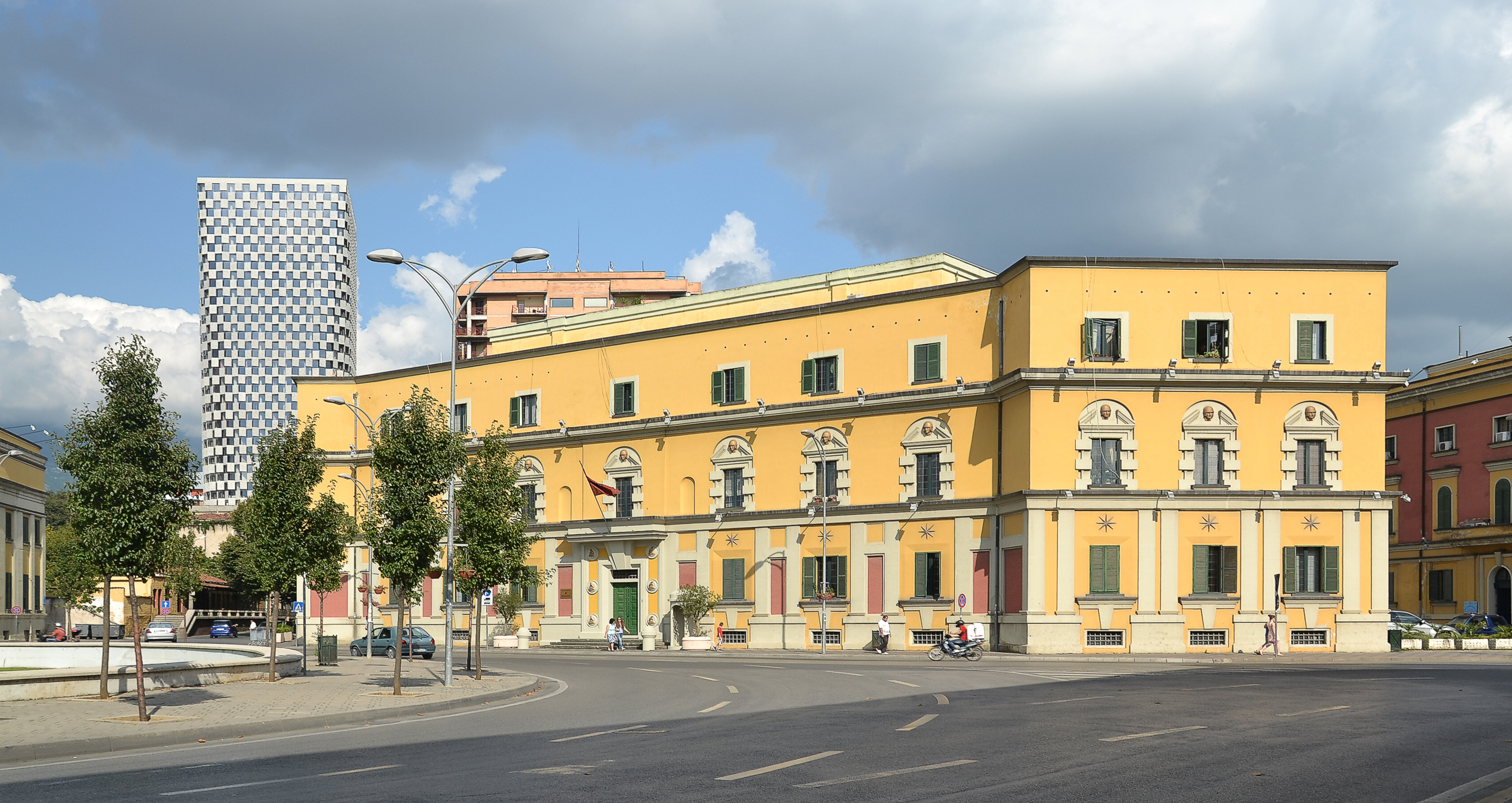
Будівля міністерства

Міністерство транспорту та інфраструктури складається з декількох підвідомчих структур. До них належать: Головне управління політики, Дирекція транспортної політики, Дирекція політики водопостачання та водовідведення, Головне управління стандартів та моніторингу, Директорат ліцензування та регулювання будівництва, Дирекція моніторингу та статистики, Дирекція Безпека дорожнього руху та безпеки дорожнього руху, Дирекція служб підтримки, Дирекція фінансів, Генеральна дирекція з питань інтеграції, Дирекція з проектів та Дирекція з питань європейської інтеграції. 